# Pulsatilla tenuiloba
Pulsatilla tenuiloba là một loài thực vật có hoa trong họ Mao lương. Loài này được (Hayek) Juz. miêu tả khoa học đầu tiên năm 1937.